# فيرجينيا ماري كروفورد
فيرجينيا ماري كروفورد (20 نوفمبر 1862-19 أكتوبر 1948) بريطانية كاثوليكية مناصرة لحقوق المرأة، ونسوية، وصحفية وومؤلفة، ذكرت في فضيحة ديلك وطلاقه المنشورين في عام 1886، ومؤسسة جمعية حق المرأة الكاثوليكية في التصويت.

## حياتها ومسيرتها المهنية
ولدت في غوسفورث هاوس، نورثمبرلاند في 20 نوفمبر 1862، باسم فيرجينيا ماري سميث، وهي الطفلة السادسة لتوماس يوستاس سميث، سياسي ليبرالي ومالك سفينة ومارثا ماري دالريمبل (المعروفة أيضا باسم إلين). كان لديها خمس شقيقات وأربعة أشقاء.
تزوجت فرجينيا سميث من المحامي الأسكتلندي والسياسي الليبرالي دونالد كروفورد في عام 1881؛ لكنها معروفة بسبب تسمية السير تشارلز ديلك، سياسي ليبرالي آخر، كعشيقها، منذ عام 1882 لمدة عامين أو أكثر، في قضية الطلاق التي رفعها زوجها ضدها هي وديلك، بعد عام من زواجهما في عام 1885. لم يتم استدعاء فرجينيا كروفورد للإدلاء بشهادتها، لكن زوجها سمعها تعترف بهذه العلاقة وبذلك نجح في الطلاق. تسببت الفضيحة اللاحقة في السقوط السياسي لديلك، وتضاءلت مكانة والديها الاجتماعية: تم التلميح إلى أن ديلك كان على علاقة سابقة مع إلين سميث، حماة شقيق ديلك، وتم الكشف عن ادعاءات مروعة أخرى عندما حاول ديلك تبرئة نفسه دون جدوى).  قيل إن الروائيين توماس هاردي وهنري جيمس، وهما مقربان من كلتا العائلتين ومن ودائرتهم، استندوا إلى هذه الفضيحة في رواياتهم.
تمكنت كروفورد من تخطي أدوارها المتصورة (الضحية أو المرأة القاتلة). «نجت من الفضيحة وأعدت لنفسها حبكة أخرى، تضمنت حياة عامة كمؤلفة وناشطة».
ساعدتها شقيقتها الكبرى مارغريت يوستاس سميث (ماي) في لقاء دبليو تي ستيد، عدو ديلك، ومحرر صحيفة بال مول غازيت. بدأت مهنة الكتابة، وساعدت مؤلفين آخرين في البحث، مثل المؤلف الأيرلندي جورج مور، وكذلك أجرت مقابلة صحفية مع الكاردينال مانينغ في عام 1888. تحولت كروفورد إلى الكاثوليكية في العام التالي، مدعية أن هذا غير حياتها بشكل لا يصعب ملاحظته. كتبت كروفورد أكثر من 130 مقالة والعديد من الكتب حول مواضيع من الفن الإيطالي، مثل رافائيل وفرا أنجيليكو، إلى الأدب الفرنسي والبلجيكي والأدب الأوروبي الآخر، مثل ميترلينك ودانونزيو. أعيد نشر كتاباتها الأدبية مؤخرا في عام 2010، بالإضافة إلى تلك المتعلقة بحقوق المرأة في مكان العمل والقضايا الاجتماعية، مع إعادة نشر مثل كروفورد للأعمال الخيرية أيضًا في عام 2010.
كتبت كروفورد بانتظام لمطبوعات مثل ليتل ليفينغ إيج، ومجلة دبلن ريفيو، وذا كونتمبوراري ريفيو وشاركت في كتابة المنشورات الدينية وكذلك مقالات في مجلات ذا مانث، وكاثليك ماغازين وكاثليك وورد.